# Liegi-Bastogne-Liegi 2016
La Liegi-Bastogne-Liegi 2016, centoduesima edizione della corsa e valevole come tredicesima prova dell'UCI World Tour 2016, si svolse il 24 aprile 2016 su un percorso di 248 km, con partenza da Liegi e arrivo a Ans, in Belgio. La vittoria fu appannaggio dell'olandese Wout Poels che completò il percorso in 6h24'29", alla media di 38,701 km/h, precedendo lo svizzero Michael Albasini e il portoghese Rui Costa.
Sul traguardo di Ans 154 ciclisti, su 200 partiti da Liegi, portarono a termine la competizione.

## Percorso
Il percorso, lungo 253 km, partiva da Liegi, passando per Bastogne, fino al sobborgo di Ans dove nelle ultime edizioni si trovava il rettilineo finale. Il numero delle côtes era 10, tra cui la Côte de Stockeu, dove campeggia la stele dedicata a Eddy Merckx e piazzata in passato a circa 80 chilometri dal traguardo, e la Côte de la Rue Naniot, da affrontare nel tratto finale della competizione.
Gli ultimi 40 chilometri vedevano l'ascesa alla Redoute (2 km con tratti al 20%; ai -36 km lo scollinamento), seguite da una delle novità degli ultimi anni ovvero la Côte de La Roche-aux-Faucons, ai meno 20 km, una salita inserita nel 2008 e che ha imperversato per alcune stagioni con tratti difficili da affrontare.
Nel finale si trovava l'ascesa di Saint-Nicolas, la côte degli italiani, e la già citata Côte de la Rue Naniot, a 3 km dal traguardo.

## Squadre partecipanti
Le squadre partecipanti erano 25; oltre alle 18 formazioni con licenza UCI World Tour, partecipanti di diritto, vennero invitate 7 squadre UCI Professional Continental: Bora-Argon 18, Cofidis, Direct Énergie, Fortuneo-Vital Concept, Roompot Oranje Peloton, Topsport Vlaanderen-Baloise e Wanty-Groupe Gobert.
| N.      | Cod. | Squadra             |
| ------- | ---- | ------------------- |
| 1-8     | MOV  | Movistar Team       |
| 11-18   | EQS  | Etixx-Quick Step    |
| 21-28   | KAT  | Team Katusha        |
| 31-38   | LAM  | Lampre-Merida       |
| 41-48   | TNK  | Tinkoff             |
| 51-58   | ALM  | AG2R La Mondiale    |
| 61-68   | SKY  | Team Sky            |
| 71-78   | AST  | Astana Pro Team     |
| 81-88   | DDD  | Team Dimension Data |
| 91-98   | OGE  | Orica-GreenEDGE     |
| 101-108 | WGG  | Wanty-Groupe Gobert |
| 111-118 | COF  | Cofidis             |
| 121-128 | LTS  | Lotto-Soudal        |

| N.      | Cod. | Squadra                     |
| ------- | ---- | --------------------------- |
| 131-138 | BOA  | Bora-Argon 18               |
| 141-148 | IAM  | IAM Cycling                 |
| 151-158 | TGA  | Team Giant-Alpecin          |
| 161-168 | DEN  | Direct Énergie              |
| 171-178 | BMC  | BMC Racing Team             |
| 181-188 | CPT  | Cannondale Pro Cycling Team |
| 191-198 | TFS  | Trek-Segafredo              |
| 201-208 | TLJ  | Team Lotto NL-Jumbo         |
| 211-218 | ROP  | Roompot Oranje Peloton      |
| 221-228 | FDJ  | FDJ                         |
| 231-238 | TSV  | Topsport Vlaanderen-Baloise |
| 241-248 | FVC  | Fortuneo-Vital Concept      |

## Resoconto degli eventi
La gara, funestata fin dalla partenza dal maltempo, con precipitazioni nevose e piovose ricorrenti, rimase tatticamente bloccata fino alla penultima ascesa, la Côte de la Rue Naniot, dove accelerò lo svizzero Michael Albasini, seguito a ruota dal portoghese Rui Costa. A loro, allo scollinamento, si unirono l'esperto Samuel Sánchez e l'olandese Wout Poels. Iniziarono l'ascesa finale fino al traguardo di Ans con una manciata di secondi di vantaggio sui più immediati inseguitori, e Albasini, forte della sua superiorità in un eventuale arrivo allo sprint, lavorò per l'intero ultimo chilometro, rispondendo ad un timido allungo di Poels, mentre i più affaticati Rui Costa e Sánchez si mantenevano sulle ruote. Dagli inseguitori scattò il russo Il'nur Zakarin, ma il suo tentativo risultò inutile, poiché i 4 davanti arrivarono all'ultima curva con un vantaggio rassicurante. Poels uscì in testa, e spingendo un rapporto lungo riuscì a trionfare su Albasini, che si dovette accontentare del secondo posto. Terzo arrivò Rui Costa e quarto uno sfinito Sánchez, che non fu in grado di disputare lo sprint. Il grande favorito della vigilia e campione uscente Alejandro Valverde chiuse solamente 16º.

## Ordine d'arrivo (Top 10)
| Pos. | Corridore         | Squadra | Tempo    |
| ---- | ----------------- | ------- | -------- |
| 1    | Wout Poels        | Sky     | 6h24'29" |
| 2    | Michael Albasini  | Orica   | s.t.     |
| 3    | Rui Costa         | Lampre  | s.t.     |
| 4    | Samuel Sánchez    | BMC     | a 4"     |
| 5    | Il'nur Zakarin    | Katusha | a 9"     |
| 6    | Warren Barguil    | Giant   | a 11"    |
| 7    | Roman Kreuziger   | Tinkoff | a 12"    |
| 8    | Joaquim Rodríguez | Katusha | s.t.     |
| 9    | Bauke Mollema     | Trek    | s.t.     |
| 10   | Diego Rosa        | Astana  | s.t.     |